# Le Mesnil-Patry
Le Mesnil-Patry (Ausspracheⓘ) ist eine ehemalige französische Gemeinde mit zuletzt 284 Einwohnern (Stand: 1. Januar 2013) im Département Calvados in der Region Normandie. Sie gehörte zum Arrondissement Caen und zum Kanton Bretteville-l’Orgueilleuse.

## Geografie
Le Mesnil-Patry liegt etwa 12 Kilometer westlich von Caen. 
Umgeben wurde die Gemeinde von Putot-en-Bessin im Norden, Bretteville-l’Orgueilleuse im Nordosten, Saint-Manvieu-Norrey im Osten und Südosten, Cheux im Süden, Fontenay-le-Pesnel im Südwesten, Cristot im Westen sowie Brouay in nordwestlicher Richtung.

## Geschichte

### Zweiter Weltkrieg

Schottische Soldaten der 7th Seaforth Highlanders rücken während der Operation Epsom am 26. Juni vor.

Le Mesnil-Patry wurde erstmals am 11. Juni 1944 im Rahmen der „Schlacht von Le Mesnil-Patry“, einem gescheiterten britischen Offensiv-Vorstoß auf deutsche Verteidigungsstellungen im Gemeindegebiet, Schauplatz schwerer Kampfhandlungen, bei denen auf beiden Seiten insgesamt 300 Soldaten ums Leben kamen. Le Mesnil-Patry und umliegende Gemeinden fielen erst zwei Wochen später infolge der Operation Epsom, einer erneuten britisch-schottisch-kanadischen Offensive während der Operation Overlord, in alliierte Hände.
Am 1. Januar 2017 wurde die Gemeinde Le Mesnil-Patry mit Brouay, Bretteville-l’Orgueilleuse, Cheux, Putot-en-Bessin und Sainte-Croix-Grand-Tonne zur neuen Gemeinde Thue et Mue zusammengeschlossen.

## Bevölkerungsentwicklung
| Jahr                             | 1793 | 1836 | 1876 | 1926 | 1946 | 1968 | 1990 | 2016 |
| Einwohner                        | 287  | 306  | 232  | 106  | 44   | 116  | 160  | 309  |
| Quelle: Cassini, EHESS und INSEE |      |      |      |      |      |      |      |      |

## Sehenswürdigkeiten
- Kirche Saint-Julien
- kanadisches Gefallenendenkmal

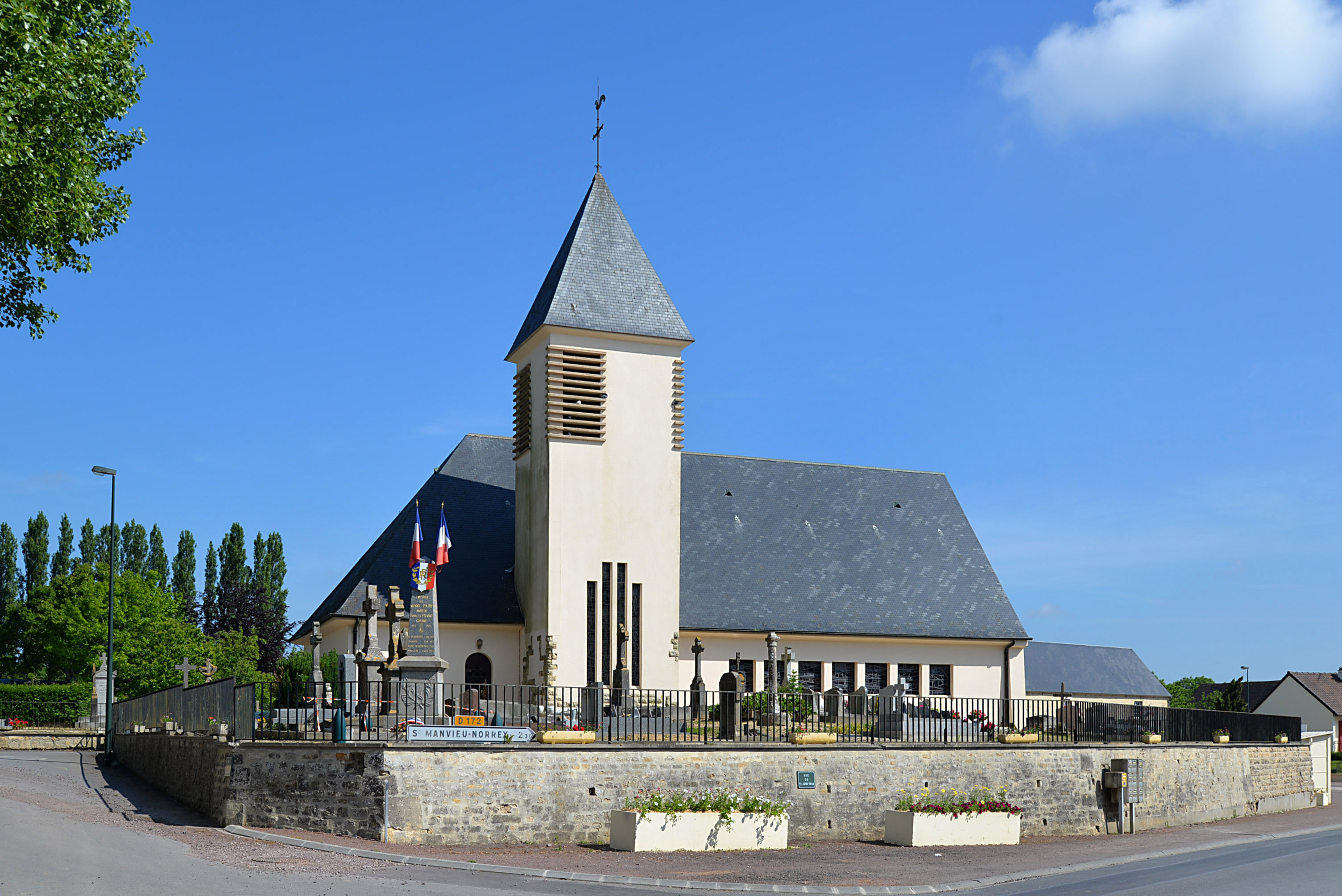
Kirche Saint-Julien mit Friedhof
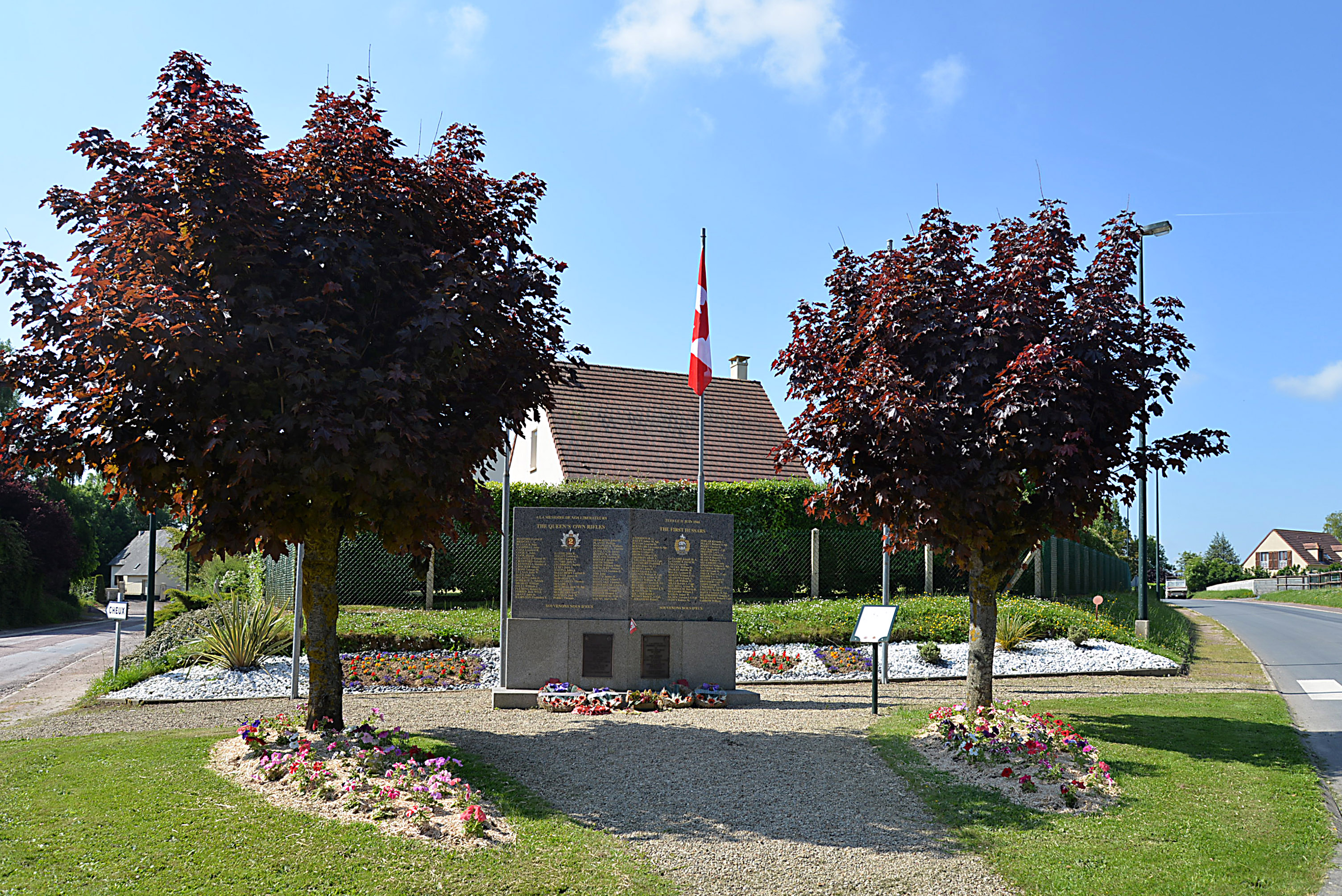
Das kanadische Gefallenendenkmal